# Ulmus microcarpa
Ulmus microcarpa är en almväxtart som beskrevs av Li Kuo Fu. Ulmus microcarpa ingår i släktet almar, och familjen almväxter. Inga underarter finns listade i Catalogue of Life.